# 股旅 (奥田民生のアルバム)
『股旅』（またたび）は奥田民生の4枚目のオリジナルアルバム。1998年3月1日に完全生産限定のアナログ盤が先行発売され、1998年3月18日にCD盤が発売された。

## 解説
- 前作『FAILBOX』から8ヶ月ぶり、フルアルバムとしては2年半ぶりのリリースとなった。2007年には完全生産限定盤、紙ジャケット仕様で再発。
- 『FAILBOX』発売後に行われたツアーのタイトルが「股旅」で、収録曲の何曲かは既に披露されていた。そのツアータイトルがそのままアルバムタイトルとなり、アルバム発売後には「股旅ふたたび」というツアーが行われた。
- ジャケットの山は岩手県岩手郡雫石町にある生森山で、ファンから「OTマークに見える山がある」との情報を受けたスタッフが実際に見に行き、撮影したもの。
- 歌詞カードには奥田民生が描いたイラストが盛り込まれている。

## 収録曲
| 全作詞・作曲・編曲: 奥田民生。 |                            |          |            |      |
| #                              | タイトル                   | 作詞     | 作曲・編曲 | 時間 |
| 1.                             | 「あくまでドライブ」       | 奥田民生 | 奥田民生   | 7:22 |
| 2.                             | 「ツアーメン」             | 奥田民生 | 奥田民生   | 4:10 |
| 3.                             | 「またたびをする」         | 奥田民生 | 奥田民生   | 3:42 |
| 4.                             | 「恋のかけら」             | 奥田民生 | 奥田民生   | 3:56 |
| 5.                             | 「リー!リー!リー!」        | 奥田民生 | 奥田民生   | 3:01 |
| 6.                             | 「股旅（ジョンと）」       | 奥田民生 | 奥田民生   | 2:10 |
| 7.                             | 「遺言」                   | 奥田民生 | 奥田民生   | 2:26 |
| 8.                             | 「海猫」                   | 奥田民生 | 奥田民生   | 4:55 |
| 9.                             | 「手紙」                   | 奥田民生 | 奥田民生   | 6:56 |
| 10.                            | 「さすらい」               | 奥田民生 | 奥田民生   | 3:23 |
| 11.                            | 「イージュー★ライダー'97」 | 奥田民生 | 奥田民生   | 5:54 |
| 合計時間:                      | 合計時間:                  | 47:55    |            |      |

### 曲解説
1. あくまでドライブ
2. ツアーメン
3. またたびをする
4. 恋のかけら
7thシングル。『奥田民生・カバーズ』ではサンボマスターがカバーしており、スローなバラードにアレンジされている。
5. リー!リー!リー!
日本語詞を語感だけで英語に置き換えるという空耳を逆手にとったような作詞法がとられている。歌詞カードには正確な記載はなく、歌詞を記した紙を遠目で撮った写真が掲載されている。
ビートルズを強く意識した曲であり、ライブでは「ビートルズの曲です」と奥田が嘯く場面も合った。
アナログ盤には“ (AM) ヴァージョン”として1997年12月12日にニッポン放送「ゲルゲットショッキングセンター」内でオンエアされた音源がパーソナリティ井手功二の曲紹介も含めて収録されている。
6. 股旅（ジョンと）
奥田曰くローハイドの物真似がしたかっただけの曲。ツアー「股旅」ではオープニングSEとして使用された。「ジョン」とは歌詞中に登場する馬の名前。2008年に矢野顕子がカバーを行っている（DVD「akiko LIVE 2008」付属CD収録）。
7. 遺言
曲があまりにも能天気だったため、歌詞だけでもシリアスにしようとしたが結局曲に詞が負けてしまった。
8. 海猫
9. 手紙
2001年のファン投票では1位[1]、2006年のファン投票では3位であった[2]。後者の結果を受け、『記念ライダー1号〜奥田民生シングルコレクション〜』に収録された。
『奥田民生・カバーズ』では中孝介がカバーしている。（後にアルバム『絆歌』にも収録。）
10. さすらい
8thシングル。『奥田民生・カバーズ』ではスピッツがカバーしている。2000年に矢野顕子がカバーを行っている（『Home Girl Journey』収録）。
11. イージュー★ライダー'97
6thシングルのテンポを下げたアルバムバージョン。

## 参加ミュージシャン
- 奥田民生 - ボーカル、コーラス、エレクトリックギター、アコースティック・ギター、1484テルミン (#1)、手拍子 (#5)、効果音 (#6)、ボンゴ (#7)
- 古田たかし - ドラムス、パーカッション (#1)、コーラス (#1, 2, 5, 7)、カウベル (#2)、マラカス (#2)、ウッドブロック(#3)、タンバリン (#5, 7, 10, 11)、手拍子 (#5)、鈴 (#6)、ボンゴ (#11)
- 長田進 - エレクトリックギター、コーラス (#1, 2, 6)、スティール・ギター (#3)、アコースティック・ギター (#5-7, 10)、手拍子 (#5)
- 根岸孝旨 - ベース、ジューズ・ハープ (#1)、コーラス (#1, 2, 5, 6)、手拍子 (#5)
- 斎藤有太 - オルガン (#1, 4-6, 11)、シンセサイザー (#1, 7)、コーラス (#1)、ピアノ (#2, 3, 7, 10)、手拍子 (#5)、おわん2馬力 (#6)、ホンキートンクピアノ (#7)、メロトロン (#7-10)、エレクトリックピアノ (#8)、ウーリッツァー (#9, 11)、クラビネット (#9)
- 宮島哲博 - コーラス (#3)
- マイケル河合 - タンバリン (#4)
- 山岸ケン - ギターソロ (#6)